# Trichoptya metochrea
Trichoptya metochrea är en fjärilsart som beskrevs av George Francis Hampson 1926. Trichoptya metochrea ingår i släktet Trichoptya och familjen nattflyn. Inga underarter finns listade i Catalogue of Life.